# 仁大產業園區
仁大產業園區（Renda Industrial Park）是由相鄰的「仁武工業區」與「大社工業區」合併組成，位在台灣高雄市的仁武區及大社區，部分廠區位於楠梓區，鄰近高雄煉油廠，並與台塑仁武廠相隔於後勁溪兩岸。其仁武部分完成於1972年，為中華民國政府推動的十大建設內之石油化學工業建設之一。
面積占約21公頃，屬於綜合性工業區，區內有化學、塑膠、金屬、電子零件、機械設備廠商；大社部分則於1971年及1975年分別完成兩期開發，共有109公頃，以石油化學工業為主。兩園區由仁大工業區服務中心管理，該中心同時也掌管位於梓官區的海洋放流管制中心。

## 工安事件
大社工業區曾在1978年11月24日發生氰化物外洩事件，造成工人及附近楠梓區五常里及惠楠里居民共400多人送醫，其中一名工人死亡。

## 交通
仁武工業區與大社工業區分別位在仁武區水管路的南北兩側；中間另有南北向的鳳仁路（屬縣道183號）通過。同時該工業區也位在國道一號與國道十號之間，附近有楠梓交流道等出口。台灣高速鐵路在此工業區沿水管路進入左營區內的高鐵左營站。